# Белоглазово (Алтайский край)
Белогла́зово — село в Шипуновском районе Алтайского края.

## Расположение
Село находится на юго‐западе Алтайского края, на реке Чарыш. В XIX веке река была пригодна для судоходства. В XXI веке она обмелела, но в ней по‐прежнему обильно водится рыба.

## История
Первые сведения о селе зафиксированы документально во время ревизии 1782 года, в которой указывалось, что деревня учтена на основании прежней ревизии 1770 года. Проживали в те времена в деревне 93 человека: 47 мужского пола и 46 женского.
- В 1822 г. селу был присвоен статус уездного города Чарышского уезда[3].
- С кон. XVIII в. — с. Белоглазово; в 1824-27 — г. Чарыш, административный центр Чарышского округа Томской губ[4].
- В конце XIX в. в селе Белоглазово проживало около 600 человек. , работало почтовое отделение, амбулатория, несколько торговых лавок и одна казенная винная. На реке Чарыш было открыто судоходство.
- С 1827 с. Белоглазово относится вновь к Чарышской волости Бийского округа (с 1895 — Змеиногорского округа (уезда).
- К семнадцатому году в селе проживало более 2000 человек. В 1867 построена православная церковь. Детей обучали грамоте в церковно-приходской школе (2 класса). В селе ежегодно устраивали ярмарку. В окрестностях села разрабатывалось месторождение белой глины[5]
- С 1922 — Рубцовского уезда.
- С 1924 — административный центр Чарышского (позже Белоглазовского) района.
- С 1937 — в составе Алтайского края.
- С 1963 — в составе Шипуновского района[6].

## Общие сведения
В перепись 1926 года в Белоглазово проживало 1869 человек. В селе находился райисполком, 3 школы, торговая лавка, изба―читальня, ветеринарная лечебница, аптека и амбулатория, почта и телеграф, библиотека, сельскохозяйственное и кредитное товарищество.
В советские годы число жителей было более 1700, в основном, они работали в совхозе «Белоглазовский», «Искра», в сфере обслуживания, в торговле и на других предприятиях. В школе‐интернате обучалось более 600 детей, как из Белоглазово, так и из 14 соседних сел, была редакция, издававшая районную газету.

## Население
| 1926 | 1939  | 1959  | 1997 | 1998 | 1999 | 2000 |
| ---- | ----- | ----- | ---- | ---- | ---- | ---- |
| 1869 | ↗1993 | ↘1728 | ↘759 | ↗775 | ↘769 | ↘752 |
| 2001 | 2002  | 2003  | 2004 | 2005 | 2006 | 2007 |
| ↘728 | ↘719  | ↘677  | ↘666 | ↘658 | ↘644 | ↘643 |
| 2008 | 2009  | 2010  | 2011 | 2012 | 2013 |      |
| ↘622 | ↘576  | ↘538  | →538 | ↘532 | ↘509 |      |

## Инфраструктура
После перестройки, прошедшей в СССР, в селе работают крестьянские фермерские хозяйства, индивидуальные предприниматели (ИЧП «Ассоль»), ООО «Надежда» по выращиванию зерновых и зернобобовых культур, потребительский кооператив ОРПК «Егерь» (охота и разведение диких животных, включая предоставление услуг в этих областях), несколько торговых предприятий («Сибирячка», «Момент», «Ресурс» и другие). Есть детский сад «Радуга», МКОУ «Белоглазовская СОШ им. С. В. Галки», ФАП и почтовое отделение, магазины, центр досуга и отдыха, а также территориально обособленное структурное подразделение МФЦ.